# Félix Dyotte
 (juillet 2021).
La mise en forme du texte ne suit pas les recommandations de Wikipédia : il faut le « wikifier ».
Les points d'amélioration suivants sont les cas les plus fréquents :
- Les titres sont pré-formatés par le logiciel. Ils ne sont ni en capitales, ni en gras.
- Le texte ne doit pas être écrit en capitales (les noms de famille non plus), ni en gras, ni en italique, ni en « petit »…
- Le gras n'est utilisé que pour surligner le titre de l'article dans l'introduction, une seule fois.
- L'italique est rarement utilisé : mots en langue étrangère, titres d'œuvres, noms de bateaux, etc.
- Les citations ne sont pas en italique mais en corps de texte normal. Elles sont entourées par des guillemets français : « et ».
- Les listes à puces sont à éviter, des paragraphes rédigés étant largement préférés. Les tableaux sont à réserver à la présentation de données structurées (résultats, etc.).
- Les appels de note de bas de page (petits chiffres en exposant, introduits par l'outil «  Source ») sont à placer entre la fin de phrase et le point final[comme ça].
- Les liens internes (vers d'autres articles de Wikipédia) sont à choisir avec parcimonie. Créez des liens vers des articles approfondissant le sujet. Les termes génériques sans rapport avec le sujet sont à éviter, ainsi que les répétitions de liens vers un même terme.
- Les liens externes sont à placer uniquement dans une section « Liens externes », à la fin de l'article. Ces liens sont à choisir avec parcimonie suivant les règles définies. Si un lien sert de source à l'article, son insertion dans le texte est à faire par les notes de bas de page.
- La présentation des références doit suivre les conventions bibliographiques. Il est recommandé d'utiliser les modèles {{Ouvrage}}, {{Chapitre}}, {{Article}}, {{Lien web}} et/ou {{Bibliographie}}. Le mode d'édition visuel peut mettre en forme automatiquement les références.
- Insérer une infobox (cadre d'informations à droite) n'est pas obligatoire pour parachever la mise en page.

Pour une aide détaillée, merci de consulter Aide:Wikification.
Si vous pensez que ces points ont été résolus, vous pouvez retirer ce bandeau et améliorer la mise en forme d'un autre article.
Félix Dyotte est un auteur-compositeur-interprète canadien du Québec. Il a gagné le prix de la chanson SOCAN en 2020 pour la chanson "Maintenant ou jamais", interprétée par Evelyne Brochu. Il a aussi été nommé deux fois auparavant, pour les chansons "Avalanches", en 2016 et "Je cours", en 2018.

## Biographie
Félix Dyotte est né le 4 avril 1981 à Montréal. Musicien et auteur-compositeur dans des groupes de musique depuis l’âge de quinze ans (The Undercovers, Chinatown), il a collaboré à d’innombrables projets et albums (Pierre Lapointe, The Stills, Jean Leloup, Salomé Leclerc). Félix Dyotte œuvre aujourd’hui à titre de chanteur solo et a, depuis 2015, sorti trois albums; le premier homonyme, le deuxième, intitulé Politesses et finalement Airs païens, tous salués par la critique et les fans confondus à travers la francophonie. Deux fois en lice pour le prix Félix Leclerc,, récipiendaire du prix GAMIQ de l’auteur-compositeur de l’année en 2015 et du prix de la chanson SOCAN 2020, il a tourné du Canada jusqu’en Chine, en passant par la France où il garde toujours un public fidèle.
En 2015, Félix Dyotte et Evelyne Brochu font paraître leur première collaboration avec la chanson C’est l’été, c’est l’été, c’est l’été, qui a obtenu un rayonnement viral sur les plateformes de streaming. Cette publication spontanée a accéléré l’enthousiasme devant leur projet d’album longtemps mijoté, Objets perdus, qui a reçu des critiques dithyrambiques.

## Collaborateurs
- Félix Dyotte : voix, guitare, basse, percussions, ukulélé, synthétiseurs.
- Jason Kent : basse, guitare, piano, chœurs.
- Philippe Brault : basse, contrebasse.
- Amélie Fortin : piano.
- Francis Mineau : batterie et percussions.
- Guillaume Ethier : batterie et percussions.
- José Major : batterie et percussions.
- Amélie Mandeville : chœurs.
- Carmel Scurti-Belley : chœurs.
- Rishi Dhir : sitar.

## Discographie

### Chinatown
- L'amour, le rêve et le whisky (2007)
- Cité d'or (2009)
- Comment j'ai explosé (2012)

### Projet solo
- Félix Dyotte (2015)
- Politesses (2017)
- Excès de politesses (2018)
- Airs païens (2021)
- Aérosol (2024)

### Évelyne Brochu
- Objets perdus (2019)
- Le danger (2023)